# کینگستون، تاسمانیا
کینگستون (به انگلیسی: Kingston) یک شهرک در استرالیا است که در شهرداری کینگبورو واقع شده‌است.